# Diairesis
Diairesis (en griego antiguo: διαίρεσις, romanizado: diaíresis, "división") es una forma de categorización utilizada en filosofía griega antigua (especialmente  platónica) que sirve para sistematizar conceptos y llegar a definiciones. Al definir un concepto usando diairesis, se parte de un concepto amplio, luego se divide en dos o más subconceptos específicos, y este procedimiento se repite hasta llegar a una definición del concepto deseado. Aparte de esta definición, el procedimiento también da como resultado una taxonomía de otros conceptos, ordenados según una relación general - específica.
El fundador de la diairesis como método fue Platón. Los lógicos antiguos posteriores (incluido Aristóteles) y los practicantes de otras ciencias antiguas han empleado modos de clasificación diairéticos, por ejemplo, para clasificar las plantas en la biología antigua. Aunque la clasificación sigue siendo una parte importante de la ciencia, la diairesis se ha abandonado y ahora solo tiene interés histórico.

## Método de definición de Platón
Diairesis es el método posterior de Platón de definición basado en la división, desarrollado en los diálogos platónicos Fedro,   Sofista, Estadista y Filebo. Otras aplicaciones se encuentran en las Leyes y Timeo. Es un medio de intentar llegar a una definición mediante la cual una colección de candidatos se divide repetidamente en dos partes con una parte eliminada hasta que se descubre una definición adecuada.
Un término complementario es merismós, análisis sintáctico o la distinción de partes, en oposición a "diairesis", que es la división de un género en sus partes.
Por ejemplo, en el Sofista (§235B), el Extraño eleático está examinando ilusiones, que consisten en palabras y "objetos visuales". Al usar diairesis, divide los objetos visuales, por lo que queda claro que se refiere a obras de arte, en dos categorías: eikastikē technē, el arte de hacer semejanzas o  eikones; y phantastikē technē, el arte de crear apariencias ilusorias. Al Extraño le gusta mucho más el primero; este último solo se crea para producir una apariencia de belleza.

## El método de ladiairesisen la historia de la filosofía

### Precursores de Platón
Las opiniones sobre los posibles precursores de la "diairesis" platónica varían; incluso llegan hasta Homero. También se ha considerado una adopción de los campos de las matemáticas, como uno de musicología, one from pre-scientific and everyday divisions y uno de medicina. Sobre los precursores en el campo de la filosofía también existen diferentes opiniones. 

Se están considerando Pródico de Ceos, Demócrito, Leucipo de Mileto, y los sofistas. Incluso se sugirió que Platón dice que él mismo encontró el nuevo método, lo que demuestra que es posible que Platón no tuviera precursores en absoluto.

### Exponentes posteriores del método de ladiairesis
El método platónico de división se aplica en los primeros pasos de la clasificación de la biología, es decir, en la zoología de Aristóteles La diairesis es fundamental para la terapéutica de Galeno; ver por ejemplo 'Therapeutics to Glaucon' 1 (XI, 4 K), donde Galeno, atribuyendo el método a Platón, afirma que 'los errores de las sectas [médicas] y cualquier error que cometan la mayoría de los médicos en el cuidado de los enfermos tienen la división incompetente como su causa principal '(tr. Dickson.) Se pueden encontrar divisiones o declaraciones metódicas filosóficamente relevantes sobre el método de "diairesis" en exponentes de la Academia Platónica (especialmente Speusippus y Jenócrates), exponentes de la Escuela peripatética (especialmente Aristóteles, Aristoxenus, Teofrasto), en el Estoicismo (especialmente Crisipo ), en el Platonismo medio (especialmente  Alcinous, Máximo de Tiro, Philo) y en el Neoplatonismo (especialmente Plotino,  Pórfido). En la época medieval, el llamado método de "divisio" era un método común.